# На Валах
Парк-пам'ятка садово-паркового мистецтва місцевого значення «На валах» (раніше відомий також, як Губернаторські Вали, Трофейка) — сквер (чи парк) у Галицькому районі Львова, пам'ятка садово-паркового мистецтва місцевого значення (з 1984). Загальна площа 1,9 га. Вважається другим за віком парком міста.

## Об'єкти
Парк розташований між вулицями Підвальною та Винниченка. Посеред парку знаходяться Порохова вежа та найстаріший у Львові шкільний будинок — Ліцей № 8 Львівської міської ради.
Поблизу парку розташовані споруди Львівської обласної адміністрації та обласної ради. У 2008 році у парку встановлено найбільший державний прапор у Львівській області. Тут встановлено також пам'ятник В'ячеславові Чорноволу, який свого часу працював поруч — у Львівській облраді та Обладміністрації.
Також у парку знаходиться міський скейт-парк, баскетбольний майданчик, дитячий майданчик, майданчик для воркауту, а також Управління молоді та спорту Львівської міської ради облаштувало тут майданчик для гри у петанк.

## Історія
Наприкінці XVIII століття тут були потужні міські мури, товщина основи яких сягала шести метрів. Після входження Львова до складу Габсбурзької монархії 1772 року стіни розібрали, а з усіх укріплень залишилася лише Порохова вежа. У 1821 році радник намісника Галичини Райценгайм на місці розритих оборонних насипів облаштував тут парк з доріжками для прогулянок, який отримав неофіційну назву Райценгаймівки, а потім його назвали Губернаторськими Валами. Через великий болотяний яр, що був тут у той час, перекинули підвісний міст. У сквері були висаджені типові для того часу дерева та декоративні чагарники: каштани, клени, липи, осокори, ясени, акації, берези, ялини, туї, черешні, вишні, сосни, граби та смереки; жимолость, калина, бузина, бузок, смородина, форзиція, шипшина. По периметру сквер був обрамований пірамідальними тополями та стриженим чагарником. Доки парк «Високий замок» не сформував своїх насаджень, Губернаторські вали були місцем проведення масових культурних заходів, верхової їзди та прогулянок.
У 1890 році буря сильно пошкодила дерева. Витримали лише дерева з міцною кореневою системою. Вціліло донині декілька каштанів, лип та кленів. Тоді сквер за участю львівського садівника Арнольда Рьорінґа перепланували, і він набрав вигляду бульвару, особливим чином його територія ліворуч від входу до Порохової вежі.
Губернаторські Вали були свого роду полігоном для впровадження екзотичних насаджень. Гімназійний професор Йоган Лянгнер у 1853 році видав друком невеличкий довідник «Дерева і чагарники міста Львова», в якій описав 57 видів рослин. Більшість з яких зростала на Губернаторських Валах, зокрема, айлант найвищий, рокітник «Золотий дощ», різні види спіреї). Нині на схилах скверу, що при вулиці Підвальній, можна бачити карагану кущову (дерезу), яку описав Йоган Лянгнер у цій книзі.
Після другої світової війни на алеях північної частини бульвару (від Порохової вежі до вулиці М. Кривоноса) була виставлена трофейна німецька військова техніка. Тому за цією частиною парку якийсь час зберігалася місцева неофіційна назва «Трофейка». У 1940-х роках під сквером було викопане бомбосховище.
У сквері навпроти будівель Львівської обласної ради та Львівської обласної державної адміністрації, 28 грудня 2002 року відкритий бронзовий пам'ятник видатному українському політику, громадському діячеві, публіцисту, голові Львівської обласної ради першого демократичного скликання В'ячеславу Чорноволу (скульптор — Іван Самотос, архітектор — Василь Каменщик). 
27 квітня 2024 року в парку, в пам'ять про відомого краєзнавця та культового гіда Петра Радковця, посадили магнолію. На табличці саджанця присутній QR-код, за яким можна більше дізнатися про видатного екскурсовода.